# Pavetta cataractarum
Pavetta cataractarum är en måreväxtart som beskrevs av Spencer Le Marchant Moore. Pavetta cataractarum ingår i släktet Pavetta och familjen måreväxter. Inga underarter finns listade i Catalogue of Life.